# Heinz Läuppi
Heinz Läuppi (* 7. Januar 1936 in Trimbach SO; † 27. November 2011 Aarau) war ein Schweizer Radrennfahrer und nationaler Meister im Radsport.

## Sportliche Laufbahn
Läuppi war im Bahnradsport und im Strassenradsport aktiv. Er begann 1953 mit dem Radsport. 1955 qualifizierte er sich für die A-Klasse der Amateure mit dem Sieg in der Sonnenberg-Rundfahrt. 1959 wurde er Dritter der Tour du Lac Léman hinter dem Sieger Willy Trepp. 1965 wurde er Schweizer Meister im Steherrennen der Amateure vor Paul Köchli. 1962 war er Vize-Meister hinter Ueli Luginbühl. 1963 und 1965 wurde er Dritter im Meisterschaftsrennen der Profis.
Sein bedeutendster sportlicher Erfolg war der Gewinn der Silbermedaille im Steherrennen hinter Romain De Loof bei den Bahnradsport-Weltmeisterschaften 1962. Er fuhr hinter dem Schrittmacher Georges Grolimund. 1965 wurde er Vierter der Weltmeisterschaft. 1962 bis 1966 fuhr er als Unabhängiger.

## Berufliches
Läuppi absolvierte eine Ausbildung zum Automechaniker.